# Prumnopitys harmsiana
Prumnopitys harmsiana (ulcumano; sin. Podocarpus harmsianus Pilg.) es una especie de Prumnopitys, nativo de los Andes de Bolivia, Colombia, Perú, y Venezuela.
Es un árbol de tamaño medio similar al Prumnopitys andina . Las hojas son de 2-3 cm de largo y 2-3 mm de ancho. Los conos son muy modificados, conformando una especie de drupa como semillas; cada semilla con una fina capa carnosa denominada arilo. 